# Gabriele Tinti
Gabriele Tinti, właściwie Gastone Tinti (ur. 22 sierpnia 1932 w Molinelli, zm. 12 listopada 1991 w Rzymie) – włoski aktor filmowy i telewizyjny.

## Kariera
Na dużym ekranie grał w latach powojennych w mniejszych rolach. Wreszcie, w 1954, otrzymał znaczącą rolę Mario, w filmie Ulica ubogich kochanków (Cronache di poveri amanti), opartym na powieści Vasco Pratoliniego. Od tego czasu stał się popularnym aktorem, zarówno we Włoszech jak i za granicą, zwłaszcza we Francji, ale również w Hollywood, gdzie został dostrzeżony przez reżysera Roberta Aldricha. 
W biblijnym Estera i król (Esther and the King, 1960) z Joan Collins pojawił się jako Samual. Wśród jego najbardziej ważnych interpretacji znalazła się postać Valentino w dramacie Eye of the Wild (L'occhio selvaggio, 1967). We wczesnych latach siedemdziesiątych, Tinti występował przede wszystkim w filmach erotycznych, czasami ze swoją partnerką Laurą Gemser. 
Zmarł 12 listopada 1991 roku w Rzymie na nieuleczalną chorobę w wieku 59 lat.

## Wybrana filmografia
- 1951: Nie kocham! Jednak, chociaż... (Amor non ho! Però, però..) jako członek orkiestry
- 1952: Dawne czasy (Altri tempi - Zibaldone n. 1) jako młody mężczyzna w pociągu
- 1953: Łatwe lata (Anni facili) jako Piero Loffredo
- 1954: Ulica ubogich kochanków (Cronache di poveri amanti) jako Mario Parigi
- 1954: Dni miłości (Giorni d'amore) jako Gino
- 1955: Jak bezpańskie psy (Chiens perdus sans collier) jako Marcel, nadzorca
- 1960: Dawid i Goliat (David e Golia)
- 1960: Estera i król (Esther and the King) jako Samual
- 1960: Niebo na ziemi (Heaven on Earth) jako Antonio Verbano
- 1962: Ostatnie dni Sodomy i Gomory (Sodom and Gomorrah) jako porucznik
- 1962: Więźniowie z Altony (I sequestrati di Altona) jako aktor
- 1964: Lament dla bandyty (Llanto por un bandido)
- 1964: Żandarm z Saint-Tropez (Le Gendarme de St. Tropez) jako kierowca gangster
- 1965: Siedmiu w blasku złota (7 uomini d'oro) jako Aldo
- 1965: Start Feniksa (The Flight of the Phoenix) jako Gabriele
- 1967: Najstarszy zawód świata (Le plus vieux métier du monde) jako człowiek morza
- 1968: Legenda Lylah Clare (The Legend of Lylah Clare) jako Paolo
- 1968: Ecce Homo jako Len
- 1970: Lew o siedmiu głowach (Der Leone Have Sept Cabeças) jako amerykański agent
- 1970: Pasażer w deszczu (Le passager de la pluie) jako Tony Mau
- 1971: Mania wielkości (Le folie des grandeurs) jako Don Cesar
- 1973: Tajemnicza wyspa (L'isola misteriosa e il capitano Nemo) jako Ayrton
- 1973: Dom egzorcyzmów (Lisa e il diavolo) jako George, szofer
- 1974: Impossible... pas français jako hrabia Jean-Charles de Beaufort
- 1974: Całe nasze życie (Toute une vie) jako sześciodniowy mąż
- 1975: Emanuelle nera jako Richard Clifton
- 1976: Ab morgen sind wir reich und ehrlich jako szef
- 1976: Emanuelle nera: Orient reportage jako Roberto
- 1976: Eva nera jako Jules Carmichael
- 1977: Emanuelle w Ameryce (Emanuelle in America) jako Alfredo Elvize, książę Góry Elba
- 1977: Emanuelle i ostatni kanibale (Emanuelle e gli ultimi cannibali) jako prof. Mark Lester
- 1980: I mavri Emmanouella jako Tommy Snow
- 1980: Porno Esotic Love jako Steve
- 1980: International Prostitution: Brigade criminelle jako Tony Marcone
- 1981: Wyspa mew (Seagull Island, miniserial TV) jako Enzo Lombardi
- 1982: Kaligula II: Prawdziwa historia (Caligola: La storia mai raccontata) jako Marek Agrypa
- 1982: Przemoc w więzieniu dla kobiet (Violenza in un carcere femminile) jako doktor Moran
- 1983: Końcowa rozgrywka (Endgame - Bronx lotta finale) jako Bull